# Klettermeerschweinchen
Das Klettermeerschweinchen (Kerodon acrobata) ist eine Säugetierart aus der Familie der Meerschweinchen (Caviidae). Es bildet gemeinsam mit dem Bergmeerschweinchen (Kerodon rupestris) die Gattung Kerodon. Das Verbreitungsgebiet beschränkt sich auf ein kleines Gebiet der felsigen Cerrado-Region in Brasilien.

## Merkmale
Das Klettermeerschweinchen erreicht eine Kopf-Rumpf-Länge von maximal etwa 38,5 Zentimetern bei einem Gewicht von etwa einem Kilogramm, das Bergmeerschweinchen bleibt dagegen deutlich kleiner und leichter. Die Rückenfärbung der Tiere ist grau bis hellbraun-agouti, die Flankenfärbung entspricht dem Rücken und wird zur Unterseite heller und der Bauch ist grau mit sandfarbener Einwaschung. Das Rückenfell besteht aus 30 bis 35 Millimeter langen und dunklen Deckhaaren und etwa 22 bis 25 Millimeter langen Haaren mit sandfarbenen Ringen und schwarzen Haarspitzen, alle Haaren sind an der Basis grau. Die Füße sind oberseits orange-braun mit einem dunkleren Band im Zentrum, wobei die Vorderfüße heller als die Hinterfüße sind. Wie andere Meerschweinchenverwandte besitzen die Tiere an den Vorderfüßen vier Zehen und an den Hinterfüßen nur drei Zehen, Kerodon-Arten besitzen jedoch keine Krallen und die Zehen sind stattdessen mit einer dicken lederartigen Cuticula bedeckt. Die einzige Ausnahme bildet die innerste Zehe, die eine einzelne Putzkralle besitzt. Der Schwanz ist deutlich zurückgebildet oder fehlend.

## Verbreitung

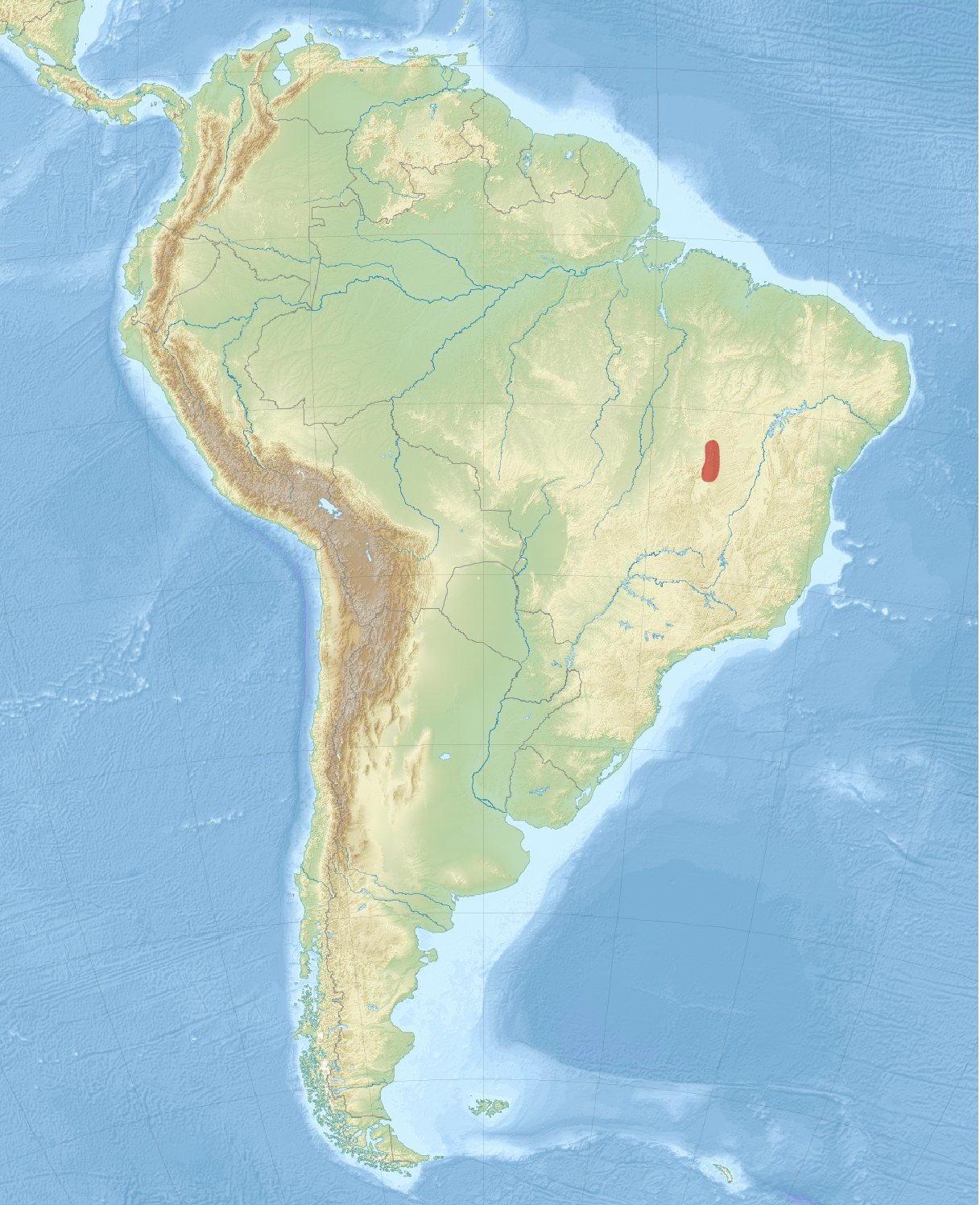
Verbreitungsgebiet des Klettermeerschweinchens

Das deutlich kleinere Verbreitungsgebiet des Klettermeerschweinchens liegt etwas zentraler im Grenzgebiet von Goiás zum angrenzenden Tocantins. Wie das Bergmeerschweinchen ist auch diese Art ein Lebensraumspezialist, der die felsigen Regionen der semiariden Cerrado-Region besiedelt. Insgesamt konnte das Klettermeerschweinchen bisher nur an wenigen Lokalitäten beobachtet werden.

## Lebensweise
Das Klettermeerschweinchen lebt in saisonal sehr trockenen und felsigen Habitaten der Cerrado-Trockenwälder mit kalkigen Böden. Es lebt terrestrisch und ernährt sich herbivor von Blättern und Wurzeln sowie Kakteen seines Lebensraumes. Es ist ein guter Felsenkletterer und lebt in Felsspalten, kann jedoch auch in flache Büsche klettern und dort von Ast zu Ast springen.

## Systematik
Das Klettermeerschweinchen wird als eigenständige Art innerhalb der Gattung Kerodon eingeordnet, die aus zwei Arten besteht. Die wissenschaftliche Erstbeschreibung stammt von den brasilianischen Zoologen João Moojen, Martha Locks & Alfredo Langguth aus dem Jahr 1997, die die Art anhand von Individuen vom Rio São Mateus nahe São Domingo im Bundesstaat Goiás beschrieben. Zuvor wurde die Art bereits 1982 erstmals benannt, jedoch nicht wissenschaftlich beschrieben und der wissenschaftliche Name somit als nomen nudum behandelt. Die Gattung Kerodon wurde bereits 1823 Frédéric Cuvier eingeführt, wobei das 1820 von Maximilian zu Wied-Neuwied vorgestellte Bergmeerschweinchen den nomenklatorischen Typus bildete.
Die Gattung Kerodon wurde ursprünglich in die nahe Verwandtschaft der Eigentlichen Meerschweinchen gestellt, durch genetische Untersuchungen wurde jedoch nachgewiesen, dass das Bergmeerschweinchen enger mit dem Capybara (Hydrochoerus hydrochaeris) verwandt ist, wodurch diese eine monophyletische Gruppe bilden. Jüngere Systematiken wie Wilson & Reeder (2005) fassen Kerodon und die Capybaras entsprechend in die Unterfamilie der Hydrochoerinae innerhalb der Meerschweinchen (Caviidae) ein.
Die Art ist monotypisch, neben der Nominatform werden also keine weiteren Unterarten unterschieden.

## Gefährdung und Schutz
Die Art wird von der International Union for Conservation of Nature and Natural Resources (IUCN) nicht in einer Gefährdungskategorie gelistet, sondern aufgrund der wenigen bekannten Daten zur Bestandsgröße als „data deficient“ geführt. Über die Bestandsgröße und -entwicklung liegen keine Daten vor. Gefährdungspotenziale sind nicht bekannt, aufgrund der Größe könnten die Tiere jedoch als potenzielle Fleischquelle bejagt werden.

## Belege
1. 1 2 3  James L. Patton: Genus Kerodon F. Cuvier, 1823 In: James L. Patton, Ulyses F.J. Pardinas, Guillermo D’Elía (Hrsg.): Mammals of South America, Volume 2 – Rodents. The University of Chicago Press, Chicago 2015; S. 724–725. ISBN 978-0-226-16957-6.
2. 1 2 3 4 5 6  James L. Patton: Kerodon acrobata Moojen, Locks, and Langguth, 1992 In: James L. Patton, Ulyses F.J. Pardinas, Guillermo D’Elía (Hrsg.): Mammals of South America, Volume 2 – Rodents. The University of Chicago Press, Chicago 2015; S. 725. ISBN 978-0-226-16957-6.
3. ↑  Alexandra M. R. Bezerra, Cibele R. Bonvicino, Albert A. N. Menezes und Jader Marinho-Filho: Endemic climbing cavy Kerodon acrobata (Rodentia: Caviidae: Hydrochoerinae) from dry forest patches in the Cerrado domain: new data on distribution, natural history, and morphology. Zootaxa 2724, 2010, S. 29–36
4. 1 2  Kerodon acrobata in der Roten Liste gefährdeter Arten der IUCN 2022. Eingestellt von: N. Roach, 2016. Abgerufen am 3. September 2022.
5. 1 2  Diane L. Rowe, Rodney L. Honeycutt: Phylogenetic Relationships, Ecological Correlates, and Molecular Evolution Within the Cavioidea (Mammalia, Rodentia). Molecular Biology and Evolution 19 (3), 2002; S. 263–277. (Volltext)
6. 1 2 3 4  Kerodon acrobata. In: Don E. Wilson, DeeAnn M. Reeder (Hrsg.): Mammal Species of the World. A taxonomic and geographic Reference. 2 Bände. 3. Auflage. Johns Hopkins University Press, Baltimore MD 2005, ISBN 0-8018-8221-4.
7. ↑  J. Moojen, M Looks, A Langguth: A new species of Kerodon Cuvier, 1825 from the state of Goiás, Brazil (Mammalia, Rodentia, Caviidae). Boletim do Museu Nacional, Zoologia, Rio de Janeiro 377, 1997; S. 1–10.
8. ↑  James L. Patton: Subfamily Hydrochoerinae Gray, 1825 In: James L. Patton, Ulyses F.J. Pardinas, Guillermo D’Elía (Hrsg.): Mammals of South America, Volume 2 – Rodents. The University of Chicago Press, Chicago 2015; S. 720. ISBN 978-0-226-16957-6.